# Samus anonymus
Samus anonymus är en svampdjursart som beskrevs av Gray 1867. Samus anonymus ingår i släktet Samus och familjen Samidae. Inga underarter finns listade i Catalogue of Life.